# Ellissoide

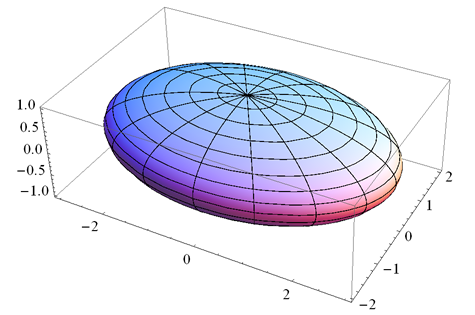
Rappresentazione di un ellissoide

In geometria, per ellissoide si intende il tipo di quadrica che costituisce l'analogo tridimensionale dell'ellisse nelle due dimensioni.

## Definizione

Ellissoide

L'equazione dell'ellissoide standard in un sistema di coordinate cartesiane Oxyz è
{\displaystyle {x^{2} \over a^{2}}+{y^{2} \over b^{2}}+{z^{2} \over c^{2}}=1},
dove {\displaystyle a}, {\displaystyle b} e {\displaystyle c} sono numeri reali fissati tali che {\displaystyle a\geq b\geq c>0}. Essi rappresentano i semiassi dell'ellissoide.
Questa definizione permette di individuare la seguente casistica:
- {\displaystyle a>b>c}, si ha un ellissoide scaleno;
- Se due di questi parametri sono uguali, l'ellissoide si dice sferoide o ellissoide di rotazione
  - {\displaystyle a>b=c}, si ha uno sferoide prolato
  - {\displaystyle a=b>c}, si ha uno sferoide oblato
- {\displaystyle a=b=c}, si ha una sfera

Si definiscono assi centrali di inerzia gli assi di simmetria dell'ellissoide che formano un sistema di riferimento centrato nel baricentro dell'ellissoide.

## Parametrizzazione
Utilizzando le coordinate comuni, dove {\displaystyle \beta } è un punto di latitudine riduzione, o parametrico, e {\displaystyle \lambda } è la sua longitudine planetografica, un ellissoide può essere parametrizzato nel seguente modo:
{\displaystyle {\begin{cases}x=a\cos(\beta )\cos(\lambda )\\y=b\cos(\beta )\sin(\lambda )\\z=c\sin(\beta );\end{cases}}}
{\displaystyle {\begin{matrix}-90^{\circ }\leq \beta \leq +90^{\circ };\quad -180^{\circ }\leq \lambda \leq +180^{\circ };\!{\color {white}{\big |}}\end{matrix}}}
(Si noti che questa non è parametrizzazione 1-1 ai poli, dove {\displaystyle \scriptstyle {\beta =\pm {90}^{\circ }}})
Oppure, utilizzando il sistema di coordinate sferiche, dove {\displaystyle \theta } è la colatitudine, detta anche zenit, e {\displaystyle \varphi } è la longitudine di 360°, detta anche azimuth:
{\displaystyle {\begin{cases}x=a\sin(\theta )\cos(\varphi )\\y=b\sin(\theta )\sin(\varphi )\\z=c\cos(\theta )\end{cases}}}
{\displaystyle {\begin{matrix}0\leq \theta \leq {180}^{\circ };\quad {0}\leq \varphi \leq {360}^{\circ };\!{\color {white}{\big |}}\end{matrix}}}

## Volume
Il volume di un ellissoide si ottiene semplicemente da quello di una sfera e dall'effetto delle omotetie: {\displaystyle {\frac {4}{3}}\pi abc.}

## Area superficiale
L'area superficiale, invece, è fornita da espressioni molto più elaborate.
Un'espressione esatta è:
{\displaystyle 2\pi \left(c^{2}+b{\sqrt {a^{2}-c^{2}}}E(o\!\varepsilon ,m)+{\frac {bc^{2}}{\sqrt {a^{2}-c^{2}}}}F(o\!\varepsilon ,m)\right),}
dove:
{\displaystyle o\!\varepsilon =\arccos \left({\frac {c}{a}}\right)}
{\displaystyle \!m:={\frac {b^{2}-c^{2}}{b^{2}\sin(o\!\varepsilon )^{2}}};}
mentre {\displaystyle E(o\!\varepsilon ,m)}, {\displaystyle F(o\!\varepsilon ,m)} denotano gli integrali ellittici incompleti di primo e secondo genere rispettivamente.
Sono disponibili anche espressioni approssimate:
- ellissoide piatto: {\displaystyle =2\pi \left(ab\right)}
- sferoide prolato: {\displaystyle \approx 2\pi \left(c^{2}+ac{\frac {o\!\varepsilon }{\sin(o\!\varepsilon )}}\right)}
- sferoide oblato: {\displaystyle \approx 2\pi \left(a^{2}+c^{2}{\frac {\operatorname {arctanh} (\sin(o\!\varepsilon ))}{\sin(o\!\varepsilon )}}\right)}
- ellissoide scaleno: {\displaystyle \approx 4\pi \left({\frac {a^{p}b^{p}+a^{p}c^{p}+b^{p}c^{p}}{3}}\right)^{1/p}}

Se si utilizza p = 1,6075 si ha un errore relativo al più dell'1,061% (formula di Knud Thomsen); un valore p = 8/5 = 1,6 è ottimale per gli ellissoidi quasi sferici e presenta un errore relativo inferiore all'1,178% (formula di David W. Cantrell).

## Manipolazioni lineari
Se si applica una trasformazione lineare invertibile a una sfera, si ottiene un ellissoide; in conseguenza del teorema spettrale questo ellissoide si può ricondurre alla forma standard.
L'intersezione di un ellissoide con un piano può essere o l'insieme vuoto, o un insieme contenente un singolo punto, o un'ellisse.

## Dimensioni superiori
Si può anche definire un ellissoide in più di 3 dimensioni, come immagine di un'ipersfera sottoposta a una trasformazione lineare invertibile. Il teorema spettrale garantisce ancora la possibilità di ottenere un'equazione standard della forma
{\displaystyle {x^{2} \over a^{2}}+{y^{2} \over b^{2}}+{z^{2} \over c^{2}}+{t^{2} \over d^{2}}=1}.